# Garry Marshall
Garry Kent Marshall [ˈgæri kent ˈmaːšəl] (13. listopadu 1934 Bronx, New York – 19. července 2016 Burbank, Kalifornie) byl americký herec, scenárista, režisér a filmový a televizní producent.
Mezi jeho nejznámější režijní práce patří film Pretty Woman z roku 1990 nebo Deník princezny z roku 2001.
Pocházel z umělecky založené rodiny, jeho matka byla učitelkou tance a otec televizní producent, jeho sestra Penny Marshallová byla též herečkou, režisérkou a producentkou, režisérem se stal i jeho syn Scott Marshall, herectví a divadlu se věnuje i dcera Kathleen Marshallová. Jeho otec pocházel z Itálie a původně se jmenoval Masciarelli, otec si své italské příjmení nechal změnit krátce před Garryho narozením, matka pocházela ze Skotska.
Svoji uměleckou dráhu začal jako televizní scenárista, od roku 1961 působil v Hollywoodu. Od roku 1966 působil také jako filmový a televizní producent. Celkem se spolupodílel na výrobě 14 velkých televizních seriálů, jako vedoucí výroby se podílel zhruba na pěti stovkách seriálových epizod.
Kromě televizní a filmové režie se věnoval i klasické divadelní režii, a to včetně příležitostné režie operních děl. Má svoji hvězdu na Hollywoodském chodníku slávy.
V roce 1997 se v kalifornském Burbanku společně s dcerou Kathleen spolupodílel na vybudování divadla Falcon.

## Ocenění
- cena Grammy – za scénář pořadu The Dick Van Dyke Show
- 1990 American Comedy Award – za celoživotní přínos
- 1992 Publicists Guild Motion Picture Showmanship Award
- 1995 Valentine Davies Award – za přínos zábavnímu průmyslu

## Dílo

### Divadelní hry
- Wrong Turn at Lungfish

### Knihy
- 1995 Wake Me When It’s Funny – autobiografická kniha

## Režijní filmografie

### Filmy
- 2010 Na sv. Valentýna
- 2008 Senior Class
- 2007 Vlastní pravidla
- 2004 Deník princezny 2: Královské povinnosti
- 2004 Život s Helenou
- 2001 Deník princezny
- 1999 Jiná láska
- 1999 Nevěsta na útěku
- 1996 Božská lest
- 1994 Útěk do ráje
- 1991 Frankie a Johnny
- 1990 Pretty Woman
- 1988 Osudové pláže
- 1987 The Lottery
- 1987 Přes palubu
- 1986 Vůbec nic společného
- 1984 Kluk z El Flaminga
- 1982 Lékařská akademie

### Televizní seriály
- 1988 Murphy Brown
- 1983 Herndon
- 1978 Mork & Mindy
- 1976 Laverne & Shirley
- 1974 Happy Days
- 1972 Me and the Chimp
- 1970 The Odd Couple